# 岡山日産自動車
岡山日産自動車株式会社（おかやまにっさんじどうしゃ）とは、岡山県岡山市に本社のある、日産自動車の販売会社である。

## 沿革
- 1942年（昭和17年）10月 - 岡山県自動車整備配給株式会社を設立。
- 1946年（昭和21年）10月 - 岡山県自動車整備配給株式会社が（初代）岡山日産自動車株式会社に商号変更。
- 1961年（昭和36年）1月 - 岡山日産モーター株式会社を設立。
- 1962年（昭和37年）6月 - 岡山日産自動車の経営権を三洋石炭に移管。
- 1970年（昭和45年）7月 - 日産チェリー岡山販売株式会社を設立。
- 1971年（昭和46年）6月1日 - 岡山日産モーターが小型部門を分離して（旧）山陽日産モーター株式会社を設立し日産ディーゼル岡山販売株式会社に商号変更。
- 1976年（昭和51年）4月 - 岡山日産自動車が日産チェリー岡山販売を合併。
- 1987年（昭和62年）4月 - 岡山日産自動車の経営権を日産自動車に移管。
- 1990年（平成2年）
  - 3月19日 - 日産オート山陽販売株式会社設立。
  - 4月2日 - 日産オート山陽販売株式会社が（旧）山陽日産モーター株式会社の業務を引き継ぎ（新）山陽日産モーター株式会社に商号変更し旧会社は山陽モーターサービス株式会社に商号変更。
- 1999年（平成11年）4月 - 日産の販売系列の整理により日産ブルーステージ店となる。
- 2002年（平成14年）1月 - 山陽日産モーターが岡山日産自動車を合併し、（二代目）岡山日産自動車株式会社に商号変更。
- 2005年（平成17年）5月 - レッドステージの専売車種を含め、日産全車種の取り扱いを開始する。
- 2006年（平成18年）4月3日 - 販売事業会社である（三代目）岡山日産自動車株式会社に分割し二代目会社は岡山日産資産管理株式会社に商号変更。
- 2014年（平成26年）3月 - 日産サティオ岡山が買収。両社で経営統合する。

## 事業所
岡山市
- 本社・岡山店・法人営業部（日産LV認定店、商用車プロショップ）
岡山市中区高屋161番地
  - 旧山陽日産モーター本社
- カートピア23岡山（中古車専門店）
岡山市中区高屋331番地8
  - 旧岡山日産自動車本社
- 下中野店（日産・ハイパフォーマンスセンター認定店）
岡山市南区下中野231番地1
  - 岡山市新屋敷町二丁目9番21号にあった野田店（旧モーター店）が移転
  - レッド/ブルーの色分けを中止した岡山日産では初めての店舗。
- 高柳店
岡山市北区高柳西町15番1号
  - 旧日産店
- 中仙道店
岡山市北区中仙道186番地
  - 旧日産店
- 藤田店
岡山市南区藤田1074番地4
  - 旧日産店
- 福浜店
岡山市南区福浜西町3番21号
  - 旧モーター店
- 平島店
岡山市東区東平島118番地
  - 旧日産店

倉敷市
- 倉敷中島店・カートピア23倉敷
岡山県倉敷市中島松之内791番地1
  - 旧日産店
- 倉敷中庄店（日産LV認定店）
岡山県倉敷市平田910番地2
  - 旧モーター店

津山市
- 津山口店
岡山県津山市津山口70番地1
  - 旧日産店
- 津山高野店（日産LV認定店）
岡山県津山市高野本郷1461番地
  - 旧モーター店
- カートピア23津山（中古車専門店）
岡山県津山市高野本郷1470番地1

総社市
- 総社店
岡山県総社市井手1035番地1

真庭市
- 真庭店
岡山県真庭市開田481番地1
  - 旧モーター店

浅口郡里庄町
- 笠岡店
岡山県浅口郡里庄町里見2800番地8
  - 旧モーター店

### 閉鎖した店舗
- 高梁店（1999年閉鎖、現在電気工事屋の事務所になっている）
- 備前店（1990年閉鎖、現在平島店へ統合）

## 関連会社
- 日産部品山陽販売